# Innocenti 950 S

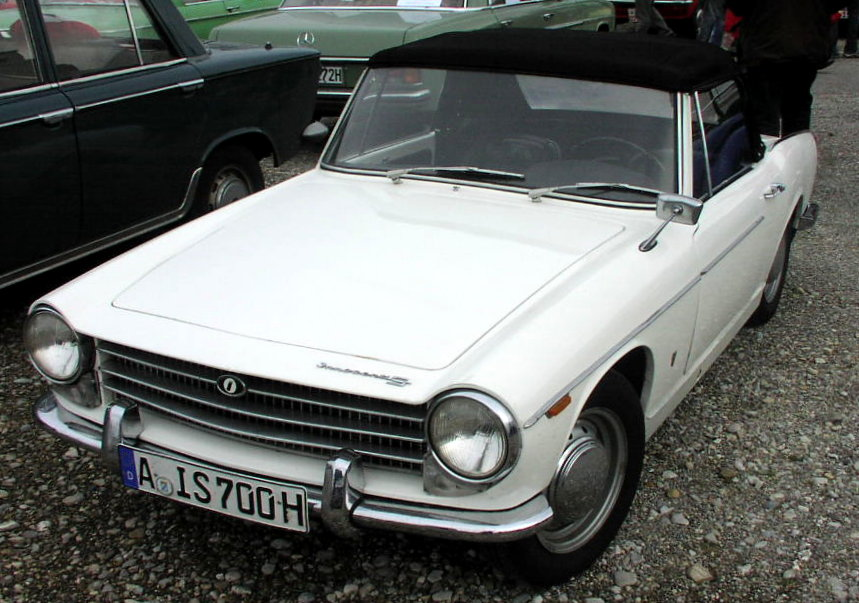
Innocenti 1100 spider

L'Innocenti 950 Spider était une automobile spider produite par le jeune constructeur italien Innocenti entre 1960 et 1968.

## Histoire
La marque Innocenti, était surtout connue à cette époque pour ses échafaudages tubulaires dont elle dispose du brevet d'invention, et ses scooters Lambretta. Le fondateur du groupe décida en 1960, à se lancer dans la construction automobile. Il fit alors l'acquisition de la licence pour le modèle Austin A40 puis s'orientera vers la Mini, mais lança un modèle de sa propre conception, le Spider 950. 
Pour activer la sortie de la voiture, il fut décidé que la base mécanique reprendrait celle de l'Austin-Healey Sprite mais recevrait une carrosserie très italienne dessinée par Ghia.
Au Salon International de l'Automobile de Turin de novembre 1960, la nouvelle Spider 950 fut lancée à un prix très compétitif par rapport aux modèles concurrents. La carrosserie très italienne reposait sur une base mécanique classique de l'époque avec une mécanique à l'avant et une propulsion sur l'essieu rigide arrière. 
La voiture était très richement équipée. Même les meilleures anglaises ne pouvaient offrir en option tous les accessoires livrés en série sur la 950 S. La capote était en toile à double épaisseur pour un plus grand confort et une meilleure isolation.
La voiture péchait par un manque de puissance certain, elle ne disposait que d'un moteur anglais de 50 ch qui la propulsait à 140 km/h au maximum, bien peu même en 1960. 
C'est à partir de 1963 que la voiture sera relancée avec un moteur de 1 098 cm3 développant 58 ch qui lui permettra enfin de faire apprécier ses qualités et le plaisir de la conduite sportive. Elle sera rebaptisée Innocenti 1100 Spider.
Après quelques retouches mineures quelques années plus tard, elle deviendra Innocenti S, elle bénéficiera de freins à disque sur le train avant et d'un hard top en option. 
La production cessa en fin d'année 1968 et elle ne sera jamais remplacée.

## L'Innocenti C / Coupé
Présentée au Salon de l'automobile de Turin en novembre 1966, l'Innocenti C est une automobile Coupé dérivée de la 950 Spider, bien qu'elle comporte d'énormes points de différence, même  structurels. 
C'est le carrossier Ghia qui avait mis en œuvre une plate-forme modifiée avec un empattement et des voies augmentés afin d'améliorer l'habitabilité. Côté esthétique, la calandre et les feux arrière avaient été redessinés. 
Le moteur, d'une cylindrée portée à 1 098 cm3, comme sur la spider 1.100, toujours d'origine BMC, développant 58 ch (SAE) lui procurait des prestations correctes mais sans excès. L'intérieur, comme d'habitude chez Innocenti, est très bien fini avec des sièges très confortables et une instrumentation complète. 
Seul bémol, le prix de vente qui était le plus élevé de tous les modèles concurrents : Fiat 850 Coupé ou même des voitures dérivées réalisées par des carrossiers, à l'unité, comme Abarth, Moretti, Vignale ou Ghia.
La voiture n'était disponible qu'avec 3 choix de couleur de carrosserie : vert, blanc ou rouge, et l'habitacle noir.
| Caractéristiques techniques Innocenti 950 Spider 1re série | Caractéristiques techniques Innocenti 950 Spider 1re série                         |
| ---------------------------------------------------------- | ---------------------------------------------------------------------------------- |
| Moteur                                                     | avant, 4 temps, 4 cylindres en ligne                                               |
| Cylindrée                                                  | 948 cm3 - alésage x course : 62,9 × 76,2 mm                                        |
| Distribution                                               | 2 soupapes en tête                                                                 |
| Puissance maxi                                             | 50 ch (35 kW)                                                                      |
| Couple maxi                                                | 71 N m à 3 000 tr/min                                                              |
| Embrayage                                                  | monodisque à sec                                                                   |
| Boîte de vitesses                                          | mécanique à 4 rapports + marche arrière                                            |
| Carrosserie                                                | autoporteuse                                                                       |
| Suspensions avant                                          | roues indépendantes, quadrilatères déformables, ressorts hélicoïdaux, amortisseurs |
| Suspensions arrière                                        | pont rigide, lames quart elliptiques, bras longitudinaux, amortisseurs             |
| Freins                                                     | tambours                                                                           |
| Pneumatiques                                               | 5,20 - 13                                                                          |
| Réservoir carburant                                        | 28 litres                                                                          |
| Vitesse maxi                                               | 140 km/h                                                                           |